# Genoa 1893 1992-1993

## Stagione
Nella stagione 1992-1993 il Genoa disputa il massimo campionato, ottenendo 31 punti ed una salvezza sospirata fino all'ultimo. Tre allenatori si sono avvicendati per portare in porto il sofferto obiettivo stagionale, quello di mantenere la categoria. Nella volata finale del torneo, il grifone vince a Bologna in campo neutro contro l'Atalanta (1-2) alla penultima giornata, e chiude con un decisivo pareggio a Marassi (2-2) con i neo campioni d'Italia del Milan, raccogliendo il punto in più che vale la salvezza. Miglior marcatore stagionale con 12 reti il ceco Tomas Skuhravy. Nella Coppa Italia i rossoblù nel primo turno eliminatorio superano il Giarre, nel secondo turno l'Ancona nel doppio confronto, mentre nel terzo turno sono stati eliminati dalla Juventus.

## Organigramma societario
Area direttiva
- Presidente: Aldo Spinelli

Area tecnica
- Allenatore: Bruno Giorgi, poi dalla 10ª giornata Luigi Maifredi, poi dalla 22ª giornata Claudio Maselli

## Rosa

Dopo nove stagioni di Juventus, il neoacquisto Stefano Tacconi è il nuovo numero uno genoano.

| N. |                    | Ruolo | Calciatore         |
| -- | ------------------ | ----- | ------------------ |
|    | Italia (bandiera)  | P     | Gianpaolo Spagnulo |
|    | Italia (bandiera)  | P     | Ruggero Speranza   |
|    | Italia (bandiera)  | P     | Stefano Tacconi    |
|    | Brasile (bandiera) | D     | Branco             |
|    | Italia (bandiera)  | D     | Nicola Caricola    |
|    | Italia (bandiera)  | D     | Fulvio Collovati   |
|    | Italia (bandiera)  | D     | Armando Ferroni    |
|    | Italia (bandiera)  | D     | Andrea Fortunato   |
|    | Italia (bandiera)  | D     | Davide Nicola      |
|    | Italia (bandiera)  | D     | Christian Panucci  |
|    | Italia (bandiera)  | D     | Fabio Rossi        |
|    | Italia (bandiera)  | D     | Gianluca Signorini |
|    | Italia (bandiera)  | D     | Vincenzo Torrente  |

| N. |                           | Ruolo | Calciatore          |
| -- | ------------------------- | ----- | ------------------- |
|    | Italia (bandiera)         | C     | Andrea Bianchi      |
|    | Italia (bandiera)         | C     | Mario Bortolazzi    |
|    | Italia (bandiera)         | C     | Luca Cavallo        |
|    | Russia (bandiera)         | C     | Igor' Dobrovol'skij |
|    | Italia (bandiera)         | C     | Valeriano Fiorin    |
|    | Italia (bandiera)         | C     | Roberto Onorati     |
|    | Italia (bandiera)         | C     | Gennaro Ruotolo     |
|    | Italia (bandiera)         | C     | Elio Signorelli     |
|    | Paesi Bassi (bandiera)    | C     | John van 't Schip   |
|    | Italia (bandiera)         | A     | Roberto Arco        |
|    | Italia (bandiera)         | A     | Maurizio Iorio      |
|    | Italia (bandiera)         | A     | Michele Padovano    |
|    | Cecoslovacchia (bandiera) | A     | Tomáš Skuhravý      |

## Calciomercato
| Acquisti | Acquisti | Acquisti | Acquisti |
| R.       | Nome     | da       | Modalità |
| -------- | -------- | -------- | -------- |

| Cessioni | Cessioni            | Cessioni            | Cessioni   |
| R.       | Nome                | a                   | Modalità   |
| -------- | ------------------- | ------------------- | ---------- |
| C        | Igor' Dobrovol'skij | Olympique Marsiglia | definitivo |

## Risultati

### Serie A

#### Girone di andata
| Arbitro: | Cinciripini (Ascoli Piceno) |

|               |           |                 |
| Effenberg 52’ | Marcatori | 66’ Van't Schip |

| Genova 13 settembre 1992 2ª giornata | Genoa                | 0 – 0 referto | Roma | Stadio Luigi Ferraris\| Arbitro: \| Pairetto (Nichelino) \| |
| Arbitro:                             | Pairetto (Nichelino) |               |      |                                                             |

| Arbitro: | Collina (Viareggio) |

|                           |           |                              |
| Padovano 45’ Skuhravy 53’ | Marcatori | 15’ (aut.) Ruotolo 77’ Platt |

| Arbitro: | Trentalange (Torino) |

|              |           |              |
| Gregucci 58’ | Marcatori | 80’ Padovano |

| Arbitro: | Cardona (Milano) |

|                                                                 |           |                                                           |
| Signorini 16’ Sogliano 27’ (aut.) Skuhravy 34’, 74’ (rig.) [[]] | Marcatori | 17’ (aut.) Signorini 37’ Detari 81’ Sogliano 85’ Agostini |

| Arbitro: | Brignoccoli (Ancona) |

|                            |           |                            |
| Petrescu 26’ Di Biagio 76’ | Marcatori | 17’ Panucci 31’ Bortolazzi |

| Arbitro: | Chiesa (Milano) |

|                                             |           |                                                |
| Onorati 5’, 79’ Ruotolo 10’ Dobrovolsky 16’ | Marcatori | 25’ Sliskovic 43’ (aut.) A. Fortunato 45’ Bivi |

| Arbitro: | Nicchi (Arezzo) |

|                                                                |           |              |
| A. Fortunato 2’ (aut.) Lanna 38’ Jugovic 86’ M. Bertarelli 90’ | Marcatori | 80’ Padovano |

| Arbitro: | Rosica (Roma) |

|                         |           |                                         |
| Padovano 9’ Panucci 20’ | Marcatori | 16’ N. Napoli 61’ Pusceddu 78’ Oliveira |

| Arbitro: | Stafoggia (Pesaro) |

|                           |           |  |
| Mattei 52’ Balbo 53’, 64’ | Marcatori |  |

| Arbitro: | Ceccarini (Livorno) |

|                            |           |                  |
| Signorini 29’ Padovano 75’ | Marcatori | 30’ D. Fortunato |

| Arbitro: | Baldas (Trieste) |

|                    |           |                       |
| Raducioiu 50’, 64’ | Marcatori | 71’ Padovano 81’ Arco |

| Arbitro: | Bazzoli (Merano) |

|                   |           |             |
| Skuhravy 30’, 79’ | Marcatori | 45’ Fonseca |

| Arbitro: | Mughetti (Cesena) |

|                                                  |           |  |
| Battistini 5’ Sosa 49’ R. Ferri 64’ Shalimov 83’ | Marcatori |  |

| Arbitro: | Beschin (Legnago) |

|             |           |  |
| Minotti 64’ | Marcatori |  |

| Arbitro: | Bettin (Padova) |

|              |           |  |
| Skuhravy 74’ | Marcatori |  |

| Arbitro: | Felicani (Bologna) |

|                      |           |  |
| Savicevic 78’ (rig.) | Marcatori |  |

#### Girone di ritorno
| Arbitro: | Amendolia (Messina) |

|                          |           |                          |
| Skuhravy 53’, 77’ (rig.) | Marcatori | 26’ Baiano 41’ Batistuta |

| Arbitro: | Pezzella (Frattamaggiore) |

|                                   |           |  |
| A. Carnevale 28’, 78’ Hassler 62’ | Marcatori |  |

| Arbitro: | Bazzoli (Merano) |

|               |           |  |
| Ravanelli 58’ | Marcatori |  |

| Arbitro: | Luci (Firenze) |

|                           |           |                                    |
| Padovano 23’ Skuhravy 24’ | Marcatori | 26’, 86’ Riedle 69’ (rig.) Signori |

| Ancona 7 marzo 1993 22ª giornata | Ancona             | 0 – 0 referto | Genoa | Stadio Dorico\| Arbitro: \| Sguizzato (Verona) \| |
| Arbitro:                         | Sguizzato (Verona) |               |       |                                                   |

| Genova 14 marzo 1993 23ª giornata | Genoa                     | 0 – 0 referto | Foggia | Stadio Luigi Ferraris\| Arbitro: \| Pezzella (Frattamaggiore) \| |
| Arbitro:                          | Pezzella (Frattamaggiore) |               |        |                                                                  |

| Arbitro: | Beschin (Legnago) |

|               |           |                           |
| Palladini 50’ | Marcatori | 54’ Iorio 88’ Van't Schip |

| Genova 28 marzo 1993 25ª giornata | Genoa            | 0 – 0 referto | Sampdoria | Stadio Luigi Ferraris\| Arbitro: \| Baldas (Trieste) \| |
| Arbitro:                          | Baldas (Trieste) |               |           |                                                         |

| Arbitro: | Boggi (Salerno) |

|                                       |           |  |
| Pusceddu 9’, 66’ Signorini 39’ (aut.) | Marcatori |  |

| Arbitro: | Nicchi (Arezzo) |

|            |           |  |
| Branco 13’ | Marcatori |  |

| Arbitro: | Mughetti (Cesena) |

|           |           |                  |
| Scifo 59’ | Marcatori | 63’ A. Fortunato |

| Arbitro: | Amendolia (Messina) |

|              |           |          |
| Skuhravy 45’ | Marcatori | 5’ Sabau |

| Arbitro: | Sguizzato (Verona) |

|                        |           |                                     |
| Careca 11’ Ferrara 38’ | Marcatori | 41’ N. Caricola 55’ (rig.) Padovano |

| Arbitro: | Pairetto (Nichelino) |

|             |           |          |
| Panucci 27’ | Marcatori | 53’ Sosa |

| Arbitro: | Stafoggia (Pesaro) |

|                     |           |              |
| Padovano 65’ (rig.) | Marcatori | 27’ Asprilla |

| Arbitro: | Ceccarini (Livorno) |

|            |           |                              |
| Bordin 83’ | Marcatori | 47’ A. Fortunato 79’ Ruotolo |

| Arbitro: | Bazzoli (Merano) |

|                                  |           |                      |
| N. Caricola 15’ A. Fortunato 80’ | Marcatori | 59’ Simone 63’ Papin |

### Coppa Italia

#### Turni preliminari
| Arbitro: | Rosica (Roma) |

|                                  |           |  |
| Skuhravy 43’ (rig.) Padovano 62’ | Marcatori |  |

| Arbitro: | Baldas (Trieste) |

|                       |           |                 |
| Ermini 24’ Detari 72’ | Marcatori | 29’ Van't Schip |

| Arbitro: | Luci (Firenze) |

|                                                                        |           |              |
| Branco 66’ Dobrovolsky 73’ (rig.), 93’ Iorio 103’ Padovano 113’ (rig.) | Marcatori | 49’ Agostini |

#### Fase finale
| Arbitro: | Nicchi (Arezzo) |

|            |           |  |
| Möller 10’ | Marcatori |  |

| Arbitro: | Beschin (Legnago) |

|                                         |           |                                            |
| Bortolazzi 26’ Skuhravy 81’ Panucci 85’ | Marcatori | 5’, 90’ D. Baggio 29’ Möller 47’ Casiraghi |

## Statistiche

### Statistiche di squadra
| Competizione | Punti | In casa | In casa | In casa | In casa | In casa | In casa | In trasferta | In trasferta | In trasferta | In trasferta | In trasferta | In trasferta | Totale | Totale | Totale | Totale | Totale | Totale | DR  |
| Competizione | Punti | G       | V       | N       | P       | Gf      | Gs      | G            | V            | N            | P            | Gf           | Gs           | G      | V      | N      | P      | Gf     | Gs     | DR  |
| ------------ | ----- | ------- | ------- | ------- | ------- | ------- | ------- | ------------ | ------------ | ------------ | ------------ | ------------ | ------------ | ------ | ------ | ------ | ------ | ------ | ------ | --- |
| Serie A      | 31    | 17      | 5       | 10      | 2       | 27      | 24      | 17           | 2            | 7            | 8            | 14           | 31           | 34     | 7      | 17     | 10     | 41     | 55     | -14 |
| Coppa Italia |       | 3       | 2       | 0       | 1       | 10      | 5       | 2            | 0            | 0            | 2            | 1            | 3            | 5      | 2      | 0      | 3      | 11     | 8      | +3  |
| Totale       |       | 20      | 7       | 10      | 3       | 37      | 29      | 19           | 2            | 7            | 10           | 15           | 34           | 39     | 9      | 17     | 13     | 52     | 63     | -11 |

### Statistiche dei giocatori
| Giocatore          | Serie A  | Serie A | Serie A     | Serie A    | Coppa Italia | Coppa Italia | Coppa Italia | Coppa Italia | Totale   | Totale | Totale      | Totale     |
| Giocatore          | Presenze | Reti    | Ammonizioni | Espulsioni | Presenze     | Reti         | Ammonizioni  | Espulsioni   | Presenze | Reti   | Ammonizioni | Espulsioni |
| ------------------ | -------- | ------- | ----------- | ---------- | ------------ | ------------ | ------------ | ------------ | -------- | ------ | ----------- | ---------- |
| R. Arco            | 6        | 1       | ?           | ?          | -            | -            | -            | -            | 6        | 1      | 0+          | 0+         |
| A. Bianchi         | -        | -       | -           | -          | 1            | 0            | ?            | ?            | 1        | 0      | 0+          | 0+         |
| M. Bortolazzi      | 31       | 1       | ?           | ?          | 5            | 1            | ?            | ?            | 36       | 2      | ?           | ?          |
| Branco             | 24       | 1       | ?           | ?          | 2            | 1            | ?            | ?            | 26       | 2      | ?           | ?          |
| N. Caricola (II)   | 28       | 2       | ?           | ?          | 4            | 0            | ?            | ?            | 32       | 2      | ?           | ?          |
| L. Cavallo         | 7        | 0       | ?           | ?          | -            | -            | -            | -            | 7        | 0      | 0+          | 0+         |
| F. Collovati       | 8        | 0       | ?           | ?          | 5            | 0            | ?            | ?            | 13       | 0      | ?           | ?          |
| I. Dobrovolsky     | 4        | 1       | ?           | ?          | 3            | 2            | ?            | ?            | 7        | 3      | ?           | ?          |
| A. Ferroni (II)    | 3        | 0       | ?           | ?          | 1            | 0            | ?            | ?            | 4        | 0      | ?           | ?          |
| V. Fiorin          | 19       | 0       | ?           | ?          | 3            | 0            | ?            | ?            | 22       | 0      | ?           | ?          |
| A. Fortunato       | 33       | 3       | ?           | ?          | 4            | 0            | ?            | ?            | 37       | 3      | ?           | ?          |
| M. Iorio           | 13       | 1       | ?           | ?          | 1            | 1            | ?            | ?            | 14       | 2      | ?           | ?          |
| R. Onorati         | 20       | 2       | ?           | ?          | 3            | 0            | ?            | ?            | 23       | 2      | ?           | ?          |
| M. Padovano        | 27       | 9       | ?           | ?          | 5            | 2            | ?            | ?            | 32       | 11     | ?           | ?          |
| C. Panucci         | 30       | 3       | ?           | ?          | 3            | 1            | ?            | ?            | 33       | 4      | ?           | ?          |
| G. Ruotolo         | 31       | 2       | ?           | ?          | 4            | 0            | ?            | ?            | 35       | 2      | ?           | ?          |
| E. Signorelli (II) | 2        | 0       | ?           | ?          | -            | -            | -            | -            | 2        | 0      | 0+          | 0+         |
| G. Signorini       | 30       | 2       | ?           | ?          | 4            | 0            | ?            | ?            | 34       | 2      | ?           | ?          |
| T. Skuhravy        | 31       | 10      | ?           | ?          | 4            | 2            | ?            | ?            | 35       | 12     | ?           | ?          |
| G. Spagnulo        | 24       | -31     | ?           | ?          | -            | -            | -            | -            | 24       | -31    | 0+          | 0+         |
| S. Tacconi         | 11       | -24     | ?           | ?          | 5            | -8           | ?            | ?            | 16       | -32    | ?           | ?          |
| V. Torrente        | 26       | 0       | ?           | ?          | 2            | 0            | ?            | ?            | 28       | 0      | ?           | ?          |
| J. Van't Schip     | 29       | 2       | ?           | ?          | 5            | 1            | ?            | ?            | 34       | 3      | ?           | ?          |